# Silvano Maria Tomasi
Silvano Maria Tomasi CS (Casoni, 12 oktober 1940) is een Italiaans geestelijke en een kardinaal van de Rooms-Katholieke Kerk, werkzaam voor de Romeinse Curie.
Tomasi trad toe tot de Congregatio Scalabriniana en ontving op 31 mei 1965 van hulpbisschop Joseph Maria Pernicone van New York de priesterwijding.
Op 27 juni 1989 werd hij benoemd tot secretaris van de Pauselijke Raad voor Pastorale Zorg van Migranten en Reizigers. Paus Johannes Paulus II benoemde hem op 27 juni 1996 tot apostolische nuntius voor Ethiopië en Eritrea; hij werd tevens benoemd tot titulair aartsbisschop van Cercina. Op 17 augustus 1996 ontving hij van kardinaal-staatssecretaris Angelo Sodano de bisschopswijding. Medeconsecratoren waren de president van de Pauselijke Raad voor Pastorale Zorg van Migranten en Reizigers, aartsbisschop Giovanni Cheli en de bisschop van Treviso, Paolo Magnani. Op 24 april 1999 werd Tomasi benoemd tot titulair aartsbisschop van Acelum, een naam die teruggrijpt op de plaats Asolo uit de geboortestreek van Tomasi. Op 23 december 2000 werd hij tevens benoemd tot apostolisch nuntius voor Djibouti.
Tomasi werd op 10 juni 2003 benoemd tot permanent waarnemer van de Heilige Stoel bij de VN in Genève en de WHO. In deze functie ging hij op 13 februari 2016 met emeritaat.
Op 9 april 2016 werd Tomasi benoemd tot lid van de Pauselijke Raad voor Gerechtigheid en Vrede. Hij werd tevens belast met de opdracht verschillende afdelingen van de Romeinse  Curie samen te voegen om er een nieuw Dicasterium mee te vormen dat zich moet wijden aan de integrale menselijke ontwikkeling.
Op 1 november 2020 werd Tomasi benoemd tot speciaal vertegenwoordiger van paus Franciscus bij de Orde van Malta als opvolger van de in ongenade gevallen kardinaal Giovanni Angelo Becciu.
Tomasi werd tijdens het consistorie van 28 november 2020 kardinaal gecreëerd. Hij kreeg de rang van kardinaal-diaken. Zijn titeldiakonie werd de San Nicola in Carcere. Omdat hij op het moment van creatie ouder was dan 80 jaar was hij niet gerechtigd deel te nemen aan een toekomstig conclaaf.
- Bibsys: 1634281488851
- CiNii: DA00929466
- Gemeinsame Normdatei: 172419239
- International Standard Name Identifier: 0000 0001 1630 1746
- Library of Congress Control Number: n79026877
- Nationale bibliotheek van Australië: 35552336
- Nationale Bibliotheek van Israël: 987007276396905171
- Nederlandse Thesaurus van Auteursnamen: 068645759
- Réseau des bibliothèques de Suisse occidentale: 02-A027159180
- Istituto Centrale per il Catalogo Unico: MILV092269
- Système universitaire de documentation: 078970008
- Trove: 993462
- Virtual International Authority File: 43108256
- WorldCat: E39PBJtxcwP9hKwK9dvYTVrpfq